# Jela Lukešová
Jela Lukešová, roz. Tučná (1. května 1930, Martin – 5. května 2012, Bratislava) byla slovenská herečka.
V roce 1953 absolvovala studium herectví na VŠMU v Bratislavě. V letech 1953–1954 členka Státního divadla v Olomouci a od r. 1954 Rozhlasového hereckého souboru Československého rozhlasu v Bratislavě. V počátcích své herecké kariéry vynikala ve filmu a později se těžiště její práce přeneslo do rozhlasu. Patřila také k průkopníkům televizního dramatického vysílání.
Jejím manželem byl kameraman František Lukeš.

## Filmografie
- 1953 Pole neorané (Zuza Cudráková)
- 1955 Žena z Vrchov (Marka Kedrová)
- 1956 Čisté ruky (Marička)
- 1958 Dáždnik svätého Petra (Anna Vibrová)
- 1958 Posledný návrat (Lena)
- 1958 Tenkrát o Vánocích (Stolárová)
- 1960 Na pochode sa nespieva
- 1961 Tereza (Gita)
- 1963 Tvár v okne (Hančinová)
- 1964 Senzi mama (Haviarová)
- 1965 Odhalenie Alžbety Báthoryčky (Velecká)
- 1968 Tá třetí (Evina matka)
- 1982 Kočka (domácí)
- 1984 Na druhom brehu sloboda (Slavíková)